# Acqualagna
Acqualagna è un comune italiano di 4 161 abitanti della provincia di Pesaro e Urbino nelle Marche.

## Geografia fisica
Il paese dall'aspetto moderno è situato nella confluenza del torrente Burano nel Candigliano lungo la statale Flaminia oltrepassata la gola del Furlo a 41,3 km da Fano in direzione di Roma.

## Origini del nome
L'origine del toponimo Acqualagna è sconosciuta.  Un'ipotesi vorrebbe che il nome della località (in antico Aquelame) derivasse da Acqua-lama, cioè acqua pantano, acqua melmosa, per via degli acquitrini presenti un tempo nell'area di confluenza del Burano nel Candigliano.

## Storia

### Dal Medioevo al XVII secolo
L'abitato sorse probabilmente a partire dall'abbazia di San Vincenzo a Furlo, con la cappella di Santa Maria Maddalena e un ospedale.
Nel 1506 papa Giulio II rimase ad Acqualagna e ordinò la costruzione della chiesa di Santa Lucia consacrata nel 1537.

### Il XIX secolo
20 aprile 1849 Acqualagna aderisce alla Repubblica romana. 17 settembre 1860 Acqualagna entra nel regno di Savoia. Il 18 settembre, dopo la battaglia di Castelfidardo, dove l'esercito francese viene sconfitto, le Marche non sono più sotto il dominio del Papa.

### Il XX secolo
Nel 1901 fu catturato, nella frazione di Farneta, il brigante Giuseppe Musolino.
Durante il periodo della prima guerra mondiale, il sindaco Brigidi, nonostante la crisi economica del paese, riuscì a fornire servizi essenziali per la popolazione, come la costruzione della strada di Pietralata. Il 29 ottobre venne eletto il sindaco socialista Pasquale Ciampiconi che realizzò l'acquedotto del Furlo, la strada per Farneta e quella dei Prati, che ancora oggi collega Acqualagna a Urbania, completata nel 1932.
Fu in quel periodo che iniziò la costruzione della diga di Furlo per la costruzione di una centrale idroelettrica gestita dall'Unione Esercizi Elettrici di Milano. 
Tra il 1930 e il 1935 la crisi economica provoca un aumento del tasso di disoccupazione e un calo dei salari e negli scioperi di Acqualagna sono organizzati. In occasione del "giorno dell'alleanza", istituito dal regime fascista il 18 dicembre 1935, che richiedeva agli italiani di dare il loro oro per la patria, Acqualagna la raccolta avviene di fronte al monumento ai morti della Prima guerra mondiale. Nonostante la crisi economica, gli abitanti della città resistettero.

### Simboli
Lo stemma del comune di Acqualagna è stato riconosciuto con D.P.C.M. del 20 maggio 1960.
Il falco posato su un monte di tre cime deriva dal blasone dei conti Accomanducci di Monte Falcone (d'oro, al falco al naturale, posato su un monte di tre cime di rosso) che dominarono la località dal XV secolo.
Nel 1867 il falco venne rappresentato coronato e tenente con la zampa uno scudetto d'argento, caricato di una scala a pioli di rosso che, secondo le intenzioni del Comune, voleva ricordare la famiglia dei conti Della Scala. Quando nel 1960 venne concesso lo stemma civico ufficiale il palo venne blasonato scaccato d'azzurro e di rosso.
Il gonfalone municipale, concesso con decreto del presidente della Repubblica del 14 luglio 1960, è costituito da un drappo di azzurro.

## Monumenti e luoghi d'interesse

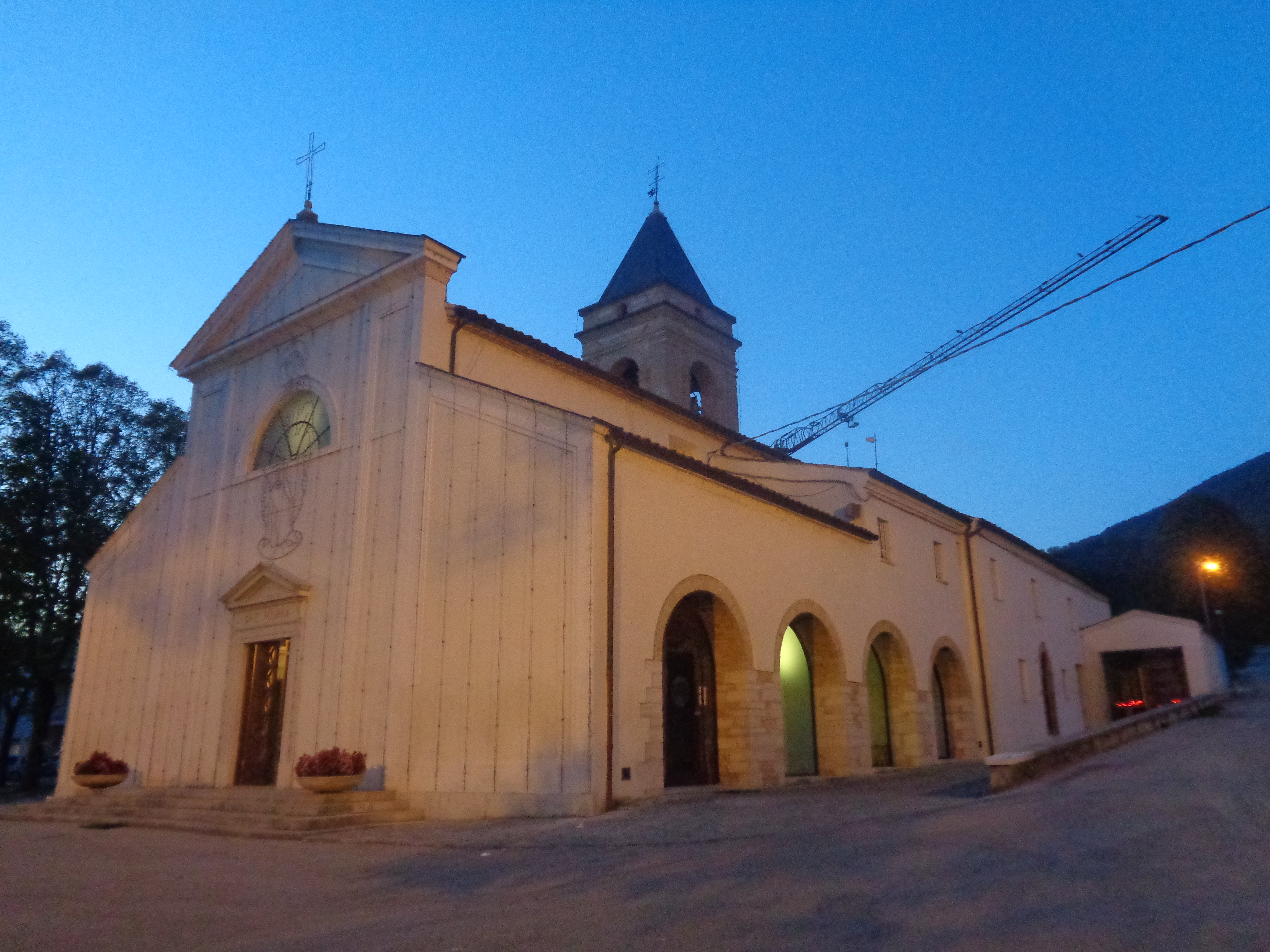
Santuario del Pelingo

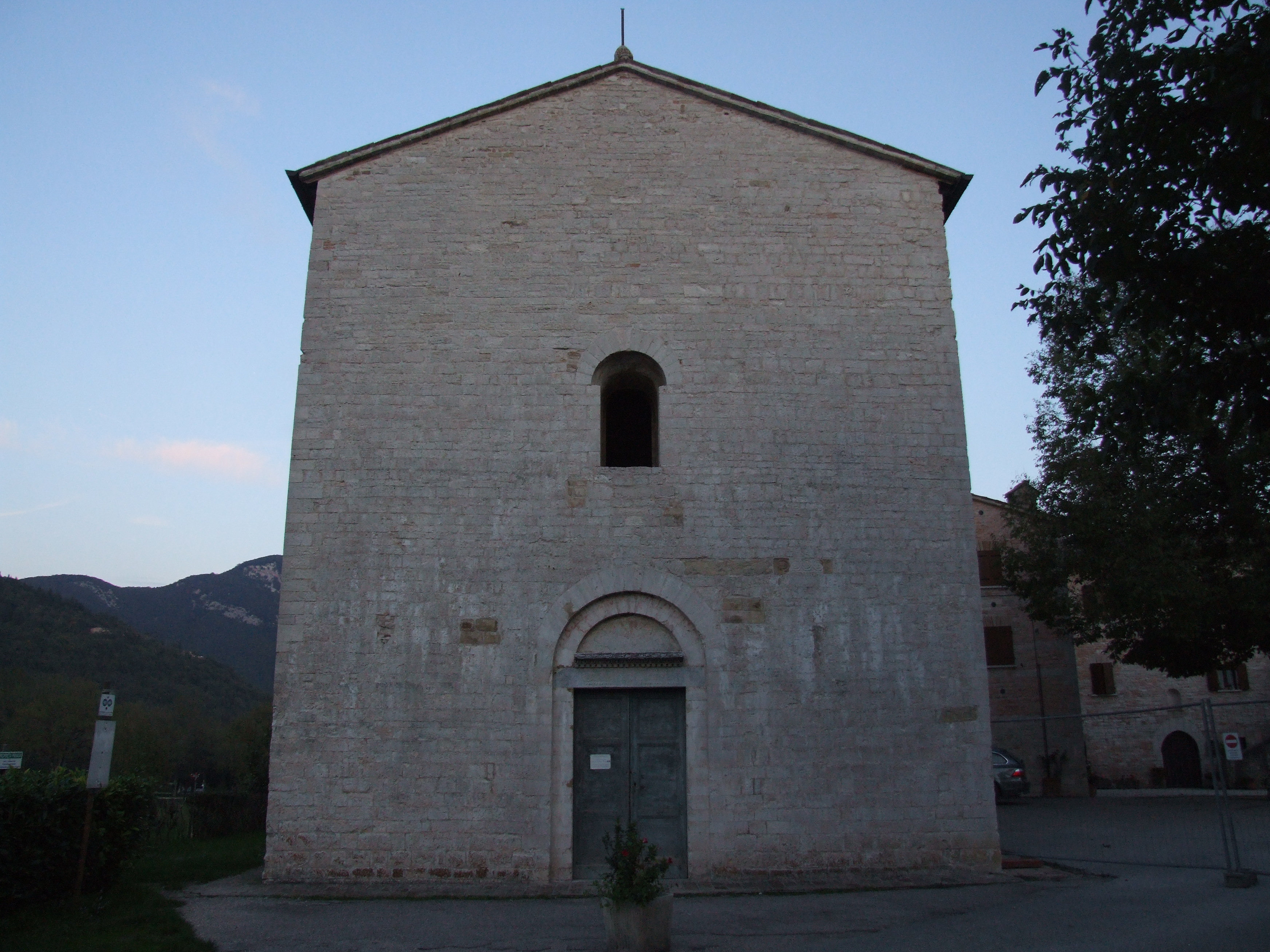
Abbazia di San Vincenzo al Furlo

- Appena fuori dal paese si trova la chiesa parrocchiale, dedicata a Santa Lucia, di antica fondazione ma che nel corso del tempo ha subito numerose modifiche e restauri. L'interno è costituito da un'unica navata; nelle sei nicchie che costeggiano le pareti di essa si trovano resti di affreschi del XVI secolo. L'ultimo radicale restauro, risale alla fine del XIX secolo.
- Poco oltre la località Furlo si trova il Santuario del Pelingo, santuario mariano diocesano, che contiene un venerato affresco della Madonna col Bambino.
- Chiesa del Santissimo Sacramento: XV secolo nel caratteristico centro storico.
- Abbazia di San Vincenzo al Furlo è ciò che rimane di un'antica abbazia dell'VIII secolo in cui abitarono San Romualdo (1011) e San Pier Damiani (1042). Il cenobio rimase indipendente fino al secolo XI quando entrò — con le abbazie e gli eremi alle sue dipendenze — nella diretta influenza della vicina Fonte Avellana. La chiesa attuale, in stile romanico, fu riedificata nel 1271 dall'abate Bonaventura. L'interno dell'edificio conserva una delle due primitive navate, possiede una cripta a tre navate con antichi capitelli e un altare del secolo IX, vi sono anche resti di affreschi medioevali nella navata destra e nel presbiterio, notevolmente rialzato rispetto al resto della chiesa. Nei pressi della chiesa si trova un piccolo ponte romano. Questa abbazia è solita accogliere, nel periodo estivo, mostre d'arte con tematiche differenti di anno in anno. Si trova in località Pianacce.
- Villa di Colombara nell'omonima località del comune di Acqualagna degli scavi archeologici nel 1995 e 1997, hanno portato alla luce i resti di un'antica fattoria romana del II secolo a.C. con un ampio cortile porticato dove erano disposti i locali adibiti ad abitazione e alla lavorazione dei prodotti agricoli. Dagli scavi è risultato che la fattoria venne ricostruita nella prima età imperiale parzialmente sovrapposta alla prima. I resti sono conservati ad Acqualagna nell'Antiquarium Pitinum Mergens.
- Il Castello di Pietralata si trova sul versante meridionale del Monte di Pietralata; si tratta di un'antica costruzione risalente all'XI secolo, composto dalle rovine piuttosto ben conservate del grande muro di cinta, la chiesa della SS. Trinità ancora consacrata, le rovine dell'insediamento centrale adiacente detto maschio e una Casa Canonica collegata alla chiesetta da un particolare passaggio sospeso.
- Chiesa di Santa Maria del Petriccio o Santissima Annunziata: XV secolo, con affreschi del XV secolo sotto il loggiato d'ingresso, in località omonima lungo la strada apecchiese.
- Eremo Madonna del Ronco: XIII secolo, con affreschi del XV-XVI secolo.

## Società

### Evoluzione demografica
Abitanti censiti

### Etnie e minoranze straniere
Secondo i dati ISTAT al 1º gennaio 2023 la popolazione straniera residente era di 289 persone e rappresentava il 6,9% della popolazione residente. Le comunità straniere più numerose erano:
1. Cina, 111 (38,41%)
2. Romania, 58 (20,07%)
3. Marocco, 29 (10,03%)
4. Moldavia, 17 (5,88%)
5. Albania, 15 (5,19%)
6. Nigeria, 14 (4,84%)

### Tradizioni e folclore

#### Fiera Nazionale del tartufo
È la più importante manifestazione dell'Italia centrale dedicata al tartufo. Durante l'anno ci sono tre eventi. Il più rappresentativo è quello di ottobre-novembre, dove vengono proposte le novità dell'anno. Le altre due fiere si svolgono a febbraio, dedicate al tartufo nero, e l'altra ad agosto, dedicata al tartufo nero d'estate. La fiera del tartufo offre anche il "Salone del test" e il "Cooking Show", durante i quali è possibile degustare piatti e partecipare a gare gastronomiche tra personaggi famosi. Sono inoltre organizzati seminari, mostre temporanee e presentazioni.  I tartufi prodotti ad Acqualagna sono: tartufo bianco, tartufo nero, tartufo nero estivo. 

## Cultura

### Cinema

#### Film girati ad Acqualagna
- La banda Grossi - Una storia vera quasi dimenticata[10][11] (2018).

## Economia
Acqualagna è uno dei maggiori centri d'Italia per il commercio dei tartufi: dal pregiato bianco di Acqualagna al nero di Norcia, al bianchetto e allo scorzone.
Tipica è l'industria di lavorazione della pietra del Furlo e anche la produzione dei camini.
L'attività del settore terziario più sviluppata ad Acqualagna è il turismo, in particolare in occasione della Fiera del Tartufo. L'ecoturismo riguarda la gola del Furlo con il suo parco e i suoi meravigliosi paesaggi. Fa parte della rete delle città Slow e dell'associazione nazionale Città del Tartufo.

## Amministrazione

Il gonfalone comunale

| Periodo        | Periodo        | Primo cittadino   | Partito                          | Carica  | Note   |
| -------------- | -------------- | ----------------- | -------------------------------- | ------- | ------ |
| 6 giugno 1985  | 25 maggio 1990 | Ovidio Lucciarini | Democrazia Cristiana             | Sindaco | [ 14 ] |
| 26 maggio 1990 | 24 aprile 1995 | Ovidio Lucciarini | Democrazia Cristiana             | Sindaco | [ 14 ] |
| 24 aprile 1995 | 14 giugno 1999 | Oberdan Stroppa   | Centro-sinistra                  | Sindaco | [ 14 ] |
| 14 giugno 1999 | 14 giugno 2004 | Bruno Capanna     | Centro-sinistra                  | Sindaco | [ 14 ] |
| 14 giugno 2004 | 8 giugno 2009  | Bruno Capanna     | Lista civica (Centro-sinistra)   | Sindaco | [ 14 ] |
| 8 giugno 2009  | 26 maggio 2014 | Andrea Pierotti   | Per Acqualagna (Centro-sinistra) | Sindaco | [ 14 ] |
| 26 maggio 2014 | 27 maggio 2019 | Andrea Pierotti   | Per Acqualagna (Centro-sinistra) | Sindaco | [ 14 ] |
| 27 maggio 2019 | 10 giugno 2024 | Luca Lisi         | Scegliere per Acqualagna         | Sindaco | [ 14 ] |
| 10 giugno 2024 | in carica      | Pier Luigi Grassi | Uniti per Acqualagna             | Sindaco | [ 14 ] |

## Sport

### Calcio
La squadra locale di calcio milita in Prima Categoria e ha il nome di Falco Acqualagna. A metà anni 2000 ha disputato il campionato di Eccellenza.
Il Pole Calcio, squadra dell'omonima frazione e il Furlo, squadra di un'altra frazione di Acqualagna, militano invece in Terza Categoria.
La squadra di calcio a 5, denominata Acqualagna C5, nella stagione 2024-2025 giocherà in Serie C2.

### Pallacanestro
La squadra di pallacanestro si chiama Pallacanestro Acqualagna e milita nella stagione 2023-2024 nella Divisione regionale 2.

### Pallavolo
Era presente la squadra maschile "Avis Acqualagna volley I Viaggi di Peter Pan" . La squadra femminile ASD Volley Acqualagna è invece nella stagione 2024-2025 in Serie D (pallavolo femminile).